# 曹缪公
曹繆公（？—前757年）一作曹穆公，姬姓，名武，為春秋諸侯國曹國君主之一，他為曹惠伯兒子，殺曹廢伯自立該國君主；在位3年。他是曹國首位被封為公的諸侯。